# Challenger de Bad Waltersdorf 2024
El torneo Bad Waltersdorf Trophy 2024 fue un torneo de tenis perteneció al ATP Challenger Tour 2024 en la categoría Challenger 125. Se trató de la 2ª edición; el torneo tuvo lugar en la ciudad de Bad Waltersdorf (Austria), desde el 16 hasta el 22 de septiembre de 2024 sobre pista de tierra batida al aire libre.

## Jugadores participantes del cuadro de individuales
| Preclasificado | País                 | Jugador             | Rank1 | Posición en el torneo    |
| 1              | Bandera de España    | Jaume Munar         | 74    | CAMPEÓN                  |
| 2              | Bandera de Brasil    | Thiago Monteiro     | 76    | Cuartos de final, retiro |
| 3              | Bandera de Argentina | Federico Coria      | 79    | Primera ronda            |
| 4              | Bandera de Brasil    | Thiago Seyboth Wild | 98    | FINAL                    |
| 5              | Bandera de Italia    | Francesco Passaro   | 106   | Primera ronda            |
| 6              | Bandera de Serbia    | Laslo Djere         | 121   | Semifinales              |
| 7              | Bandera de España    | Albert Ramos        | 126   | Segunda ronda            |
| 8              | Bandera de Colombia  | Daniel Elahi Galán  | 130   | Segunda ronda            |

- 1 Se ha tomado en cuenta el ranking del 9 de septiembre de 2024.

### Otros participantes
Los siguientes jugadores recibieron una invitación (wild card), por lo tanto ingresan directamente al cuadro principal (WC):
- Sandro Kopp
- Lukas Neumayer
- Joel Schwärzler

Los siguientes jugadores ingresan al cuadro principal tras disputar el cuadro clasificatorio (Q):
- Mika Brunold
- Jan Choinski
- Tim Handel
- Cem İlkel
- David Pichler
- Michael Vrbenský

## Campeones

### Individual Masculino
- Jaume Munar derrotaron en la final a  Thiago Seyboth Wild por 6–2, 6–1

### Dobles Masculino
- Petr Nouza /  Patrik Rikl vencieron en la final a  Guido Andreozzi /  Sriram Balaji por 6–4, 4–6, [10–5]